# Smederevski nameštaj
Smederevski nameštaj je naziv za udes kneza Milana Obrenovića u nužniku, za koji nikada nije razjašnjeno da li je bio atentat ili samo slučajnost. Incident se odigrao 6. oktobra 1871. u Smederevu kada se knez Milan umalo nije udavio u fekalijama poljskog klozeta koji se raspao pod njegovom težinom.

## Slučaj
Dana 6. oktobra 1871. u Smederevu, knez Milan obavljao je veliku nuždu u poljskom klozetu. Iznenada, daske su popustile, pa je knez propao u septičku jamu umalo se nije udavio u fekalijama. Spasao se zahvaljujući tome što je sa sobom poneo pištolj, te je pucnjem u pomoć dozvao dvorjane koji su u prvi mah pomislili da je knez izvršio samoubistvo. Pretpostavlja se da je knez Milan u klozet pošao naoružan zato što je pre samo četiri meseca preživeo atentat poznat kao Terazijska bomba, kada je u blizini stare Terazijske česme eksplodirala paklena naprava nekoliko trenutaka nakon što su pored nje prošle kočije kojima se vozio u pozorište.

## Tumačenja
Po mišljenju Slobodana Jovanovića ovaj događaj je najverovatnije bio slučajnost. S druge strane, Leontije Pavlović u knjizi Smederevo u XIX veku smatra da su nepoznati atentatori prestrugali potporne daske klozeta, a pod premazali vodenim rastvorom azotne kiseline. Daske su na prvi pogled izgledale cele, ali su popustile pod težinom gojaznog kneza. Međutim, Pavlović je ove podatke preuzeo iz jedne izgubljene arhive Istorijskog instituta, tako da se njihova verodostojnost ne može proveriti. Istorijski izvori se takođe ne slažu oko toga gde je knez odseo — u kući Cvetka Vidakovića ili kod vlasnika hotela Laf Raše Zdravkovića.